# IC 1877
IC 1877 ist eine Spiralgalaxie vom Hubble-Typ Sb im Sternbild Pendeluhr am Südsternhimmel. Sie ist schätzungsweise 322 Millionen Lichtjahre von der Milchstraße entfernt und hat einen Durchmesser von etwa 75.000 Lj.
Das Objekt wurde am 5. Dezember 1899 von DeLisle Stewart entdeckt.